# 聞法
| ウィキペディアには「聞法」という見出しの百科事典記事はありません（タイトルに「聞法」を含むページの一覧/「聞法」で始まるページの一覧）。 代わりにウィクショナリーのページ「聞法」が役に立つかもしれません。 |